# Friedhofskreuz (La Lande-de-Fronsac)

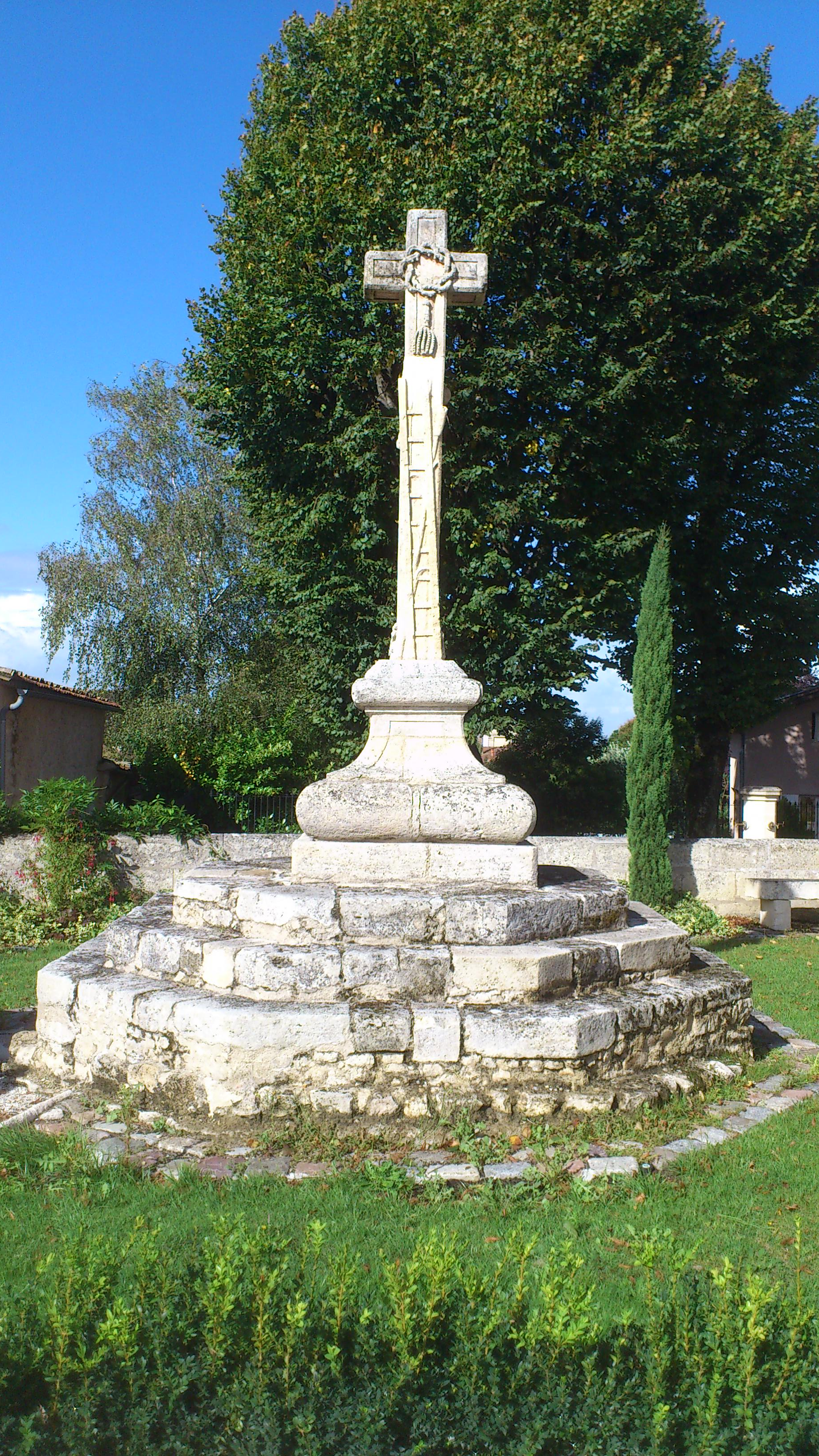
Friedhofskreuz in La Lande-de-Fronsac (Ostseite)

Das  Friedhofskreuz in La Lande-de-Fronsac, einer französischen Gemeinde im Département Gironde in der Region Nouvelle-Aquitaine, wurde in der zweiten Hälfte des 15. Jahrhunderts oder Anfang des 16. Jahrhunderts errichtet. Im Jahr 2000 wurde das Kreuz als Monument historique in die Liste der Baudenkmäler in Frankreich aufgenommen.
Auf einem dreistufigen Sockel steht auf einer geschwungenen Basis der rechteckige Schaft und das Kreuz. Auf beiden Seiten werden die Leidenswerkzeuge Christi dargestellt. 
An der Westseite des Kreuzes ist Jesus Christus dargestellt.